# Kanton Angers-Nord
Der Kanton Angers-Nord war von 1985 bis 2015 ein französischer Wahlkreis im Arrondissement Angers, im Département Maine-et-Loire und in der Region Pays de la Loire; sein Hauptort war Angers.
Der Kanton Angers-Nord umfasste Wahlberechtigte aus den nördlichen Stadtvierteln der Stadt Angers (angegeben ist hier die Gesamteinwohnerzahl) und aus weiteren sechs Gemeinden:
| Gemeinde                   | Einwohner Jahr | Fläche km² | Bevölkerungsdichte | Code INSEE | Postleitzahl |
| -------------------------- | -------------- | ---------- | ------------------ | ---------- | ------------ |
| Angers                     | 150.125 (2013) | –          | – Einw./km²        | 49007      | 49100        |
| Cantenay-Épinard           | 2044 (2013)    | 16,1       | 127 Einw./km²      | 49055      | 49460        |
| La Meignanne               | 2235 (2013)    | 23,39      | 96 Einw./km²       | 49196      | 49770        |
| La Membrolle-sur-Longuenée | 2027 (2013)    | 9,44       | 215 Einw./km²      | 49200      | 49770        |
| Montreuil-Juigné           | 7213 (2013)    | 13,81      | 522 Einw./km²      | 49214      | 49460        |
| Le Plessis-Macé            | 1230 (2013)    | 7,99       | 154 Einw./km²      | 49242      | 49770        |
| Saint-Lambert-la-Potherie  | 2513 (2013)    | 13,81      | 182 Einw./km²      | 49294      | 49070        |

## Geschichte
Ein Kanton Angers-Nord existierte bereits von 1964 bis 1973. Den Kanton in seiner heutigen Form gibt es seit der Verwaltungsreform im Jahre 1982. Damals hieß er noch Angers-7. 1985 wurde Angers-7 in Angers-Nord umbenannt.